# 2022年2月百色市2019冠状病毒病聚集性疫情
2022年2月百色市2019冠状病毒病聚集性疫情是指自2022年2月起在中华人民共和国广西壮族自治区百色市爆发的2019冠状病毒病聚集性疫情，同时为2022年2月深圳市2019冠状病毒病聚集性疫情间接感染事件之一。

## 背景
- 百色市位於广西壮族自治区西部，地處滇黔桂三省（區）交界，南與越南接壤，是廣西面積最大的地級市。据中国内地媒体统计，2022年春节期间，百色市的淨流出人口为65.83萬人，除了流向自治區首府南宁市外，也有不少流入到周邊城市以及東部的珠三角等地。在2月5日之前數天，流出人口去向的前10個城市，主要集中在南寧以及周邊城市。2月5日及之後，返鄉過節人員開始密集返回工作崗位，因此流出人口中去向前10個城市，除了南寧和周邊城市外，还包括了珠三角地區内的城市[1]。
- 这次疫情是2022年2月深圳市2019冠状病毒病聚集性疫情的一个重要分支，因为它的第一例病例就是广东省深圳市宝安区石岩街道返乡人员。[2]

## 疫情时间轴

### 2月4日至5日

#### 首个病例的出现
- 该次疫情的首个病例为广东省深圳市宝安区石岩街道返乡人员，该涉阳对象于2022年2月3日17:57分到德保县人民医院进行核酸检测，2月4日14:00，县人民医院实验室检测结果疑似阳性。县人民医院马上在实验室采用两种不同试剂进行复核，结果均疑似阳性。县医院于16时07分上报县疫情防控指挥部。德保县立即将该涉阳人员转运至德保县中医医院进行医学隔离，并将核酸检测样本送至市疾控中心复核，经市级复核，现已确定为阳性确诊病例。[2][3][4]

#### 后续的增加
- 2月5日11点26分，百色市新冠肺炎疫情防控指挥部在德保县委政法委三楼会议室召开百色市新冠肺炎疫情防控工作新闻发布会，介绍有关处置情况及德保县最新的疫情防控工作措施，并回答记者提问。[2][4]这位阳性人员后来成为百色本轮疫情的首位本土确诊患者，随后又发现了一位本土确诊患者，为本轮疫情中首位本土确诊患者的密接。[註 1][5][6]
- 2月6日，中华人民共和国国家卫生健康委员会、广西壮族自治区卫生健康委员会相继发布通报，2月5日0时至24时，广西壮族自治区新增6例本土确诊病例（均在百色市）。[7][8][9]

### 2月6日
- 截止2月6日12时，广西百色市各相关县（市、区）第一轮核酸检测累计完成采样207506人，检测结果呈阴性的207321人，初筛阳性98人、待复核87人。[10]
- 2月6日上午，广西壮族自治区主席、自治区疫情防控工作领导小组组长、指挥部指挥长蓝天立主持召开百色市疫情防控工作视频调度会，对百色、德保等地疫情应急处置和全区疫情防控工作进行研究部署。[11]这场会议结束后，百色市接着召开会议部署相关工作。[12]
- 2022年2月6日17时30分，百色市新冠肺炎疫情防控指挥部在德保县民族文化中心三楼新闻中心召开百色市新冠肺炎疫情防控工作第二场新闻发布会。百色市人民政府副市长古俊彦、德保县人民政府县长农李泽介绍有关情况并回答记者提问。发布会由百色市委宣传部副部长覃蔚峰主持。[13]百色市人民政府副市长古俊彦强调，截止2月6日16时，百色本轮疫情累计有确诊病例43例，其中德保县37例、右江区2例、田阳区1例、隆林各族自治县1例、靖西市2例，已全部转运到靖西市公共卫生应急救治中心隔离治疗。[13]
- 2月6日晚，广西壮族自治区党委书记、自治区人大常委会主任、自治区疫情防控工作领导小组组长刘宁紧急主持召开自治区疫情防控工作领导小组会议。他强调，当前百色疫情防控形势非常严峻，须臾不可松懈。[14][15]
- 2月7日，中华人民共和国国家卫生健康委员会、广西壮族自治区卫生健康委员会相继发布通报，2月6日0时至24时，广西壮族自治区新增37例本土确诊病例（均在百色市）和5例本土无症状感染者（其中百色市就有4例）。[16][17]

### 2月7日
- 自2月7日00:00起，百色市全域执行“不进不出”措施，百色辖区内县域之间、乡镇之间执行“不进不出”措施，实行居家隔离管理。[18][19][20]百色市各高速路口暂时关闭。全市边境口岸延迟正常开放。机场执行“不进不出”管控措施，机场经停飞机执行“不上不下”措施。全市所有高铁站点执行“不上不下”措施。全市公路客运暂时停运，私家车辆暂停跨区域通行，生产生活必要物资经批准可以通行，司乘人员执行闭环管理。涉及医疗救治、紧急救援、疫情防控等特殊需要，本着人文关怀、生命至上的原则，在做好防护的前提下，可直接通行。[20]
- 截至2月7日12时，广西壮族自治区累计报告本轮疫情本土确诊病例99例，均发生在百色市，其中德保县88例，靖西市5例，右江区3例，田阳区1例，隆林县1例，平果市1例。[21][22][23]其中，自2月6日16时至7日12时，广西壮族自治区新增本土确诊病例56例。[23]
- 2月7日，百色市新冠肺炎疫情防控工作领导小组指挥部下发通知，在全市疫情防控的关键时期，为充分发挥广大共产党员、共青团员、干部群众和社会各界人士的积极作用，根据市新冠肺炎疫情防控工作领导小组指挥部的总体部署，组建疫情防控志愿服务队。[24]与此同时，中共百色市委员会组织部向全市各级党组织和广大党员干部发出倡议书。[25]
- 2月7日，隆林各族自治县召开疫情防控工作研判分析会，通报了百色市指导组实地检查该县落实该市疫情防控措施调整要求情况，指出当前该县疫情防控存在的薄弱环节，并就下一阶段疫情防控提出指导意见。[26]
- 2月8日，中华人民共和国国家卫生健康委员会、广西壮族自治区卫生健康委员会相继发布通报，2月7日0时至24时，广西壮族自治区新增64例本土确诊病例（含4例由无症状感染者转为确诊病例，所有病例均在百色市）和2例本土无症状感染者（均在百色市）。[27][28]

### 2月8日
- 2月7日12时至2月8日12时，百色市新增本土确诊病例27例。[29]
- 2月8日，国家卫生健康委疾控局一级巡视员贺青华在国务院联防联控机制新闻发布会上介绍，百色疫情正在处于快速上升阶段，发生进一步传播扩散风险比较高。从百色波及到南宁和广州的外溢病例感染者在被管控前活动轨迹多，存在疫情扩散外溢风险[30]。
- 2月8日，百色市右江民族医学院附属医院百东院区被征用为临时隔离医院。[31]
- 2月8日，国务院联防联控机制综合组赴广西工作组到百色检查指导疫情处置工作，召开视频会议，对有关工作提出指导性意见。[32]
- 2月9日，中华人民共和国国家卫生健康委员会、广西壮族自治区卫生健康委员会相继发布通报，2月8日0时至24时，广西壮族自治区新增72例本土确诊病例（含2例由无症状感染者转为确诊病例，所有病例均在百色市）。[33][34]
- 从2月5日至2月8日，广西百色累计出现本土确诊病例180例。[35]

### 2月9日
- 2月8日12时至2月9日12时，广西共有新增本土确诊病例54例（均在百色市）。[36][37]
- 2月10日，中华人民共和国国家卫生健康委员会、广西壮族自治区卫生健康委员会相继发布通报，2月9日0时至24时，广西壮族自治区新增7例本土确诊病例（均在百色市）。[38][39]自此，广西累计出现本土确诊病例186例。[39]

### 2月10日
- 2月11日，中华人民共和国国家卫生健康委员会、广西壮族自治区卫生健康委员会相继发布通报，2月10日0时至24时，广西壮族自治区新增33例本土确诊病例（均在百色市）。[40][41]

### 2月11日
- 2月12日，中华人民共和国国家卫生健康委员会、广西壮族自治区卫生健康委员会相继发布通报，2月11日0时至24时，广西壮族自治区新增30例本土确诊病例（均在百色市）。[42][43]

### 2月12日
- 2月13日，中华人民共和国国家卫生健康委员会、广西壮族自治区卫生健康委员会相继发布通报，2月12日0时至24时，广西壮族自治区新增13例本土确诊病例（其中12例在百色市）。[44][45]

### 2月13日
- 2月14日，中华人民共和国国家卫生健康委员会、广西壮族自治区卫生健康委员会相继发布通报，2月13日0时至24时，广西壮族自治区新增6例本土确诊病例（均在百色市）。[46][47]

### 2月14日
- 2月15日，中华人民共和国国家卫生健康委员会、广西壮族自治区卫生健康委员会相继发布通报，2月14日0时至24时，广西壮族自治区新增1例本土确诊病例（在百色市）。[48][49]

### 2月15日
- 2月15日，广西壮族自治区新冠肺炎疫情防控新闻发布会上通报，百色疫情社区传播链基本阻断，社会面基本实现清零[50]。
- 2月16日，中华人民共和国国家卫生健康委员会、广西壮族自治区卫生健康委员会相继发布通报，2月15日0时至24时，广西壮族自治区新增2例本土确诊病例（均在百色市）。[51][52]

### 2月16日
- 2月17日，中华人民共和国国家卫生健康委员会、广西壮族自治区卫生健康委员会相继发布通报，2月16日0时至24时，广西壮族自治区新增1例本土确诊病例（在百色市）。[53][54]

### 2月17至27日
- 2月18至28日，中华人民共和国国家卫生健康委员会、广西壮族自治区卫生健康委员会相继发布通报，2月17日0时至2月27日24时，百色市均无新增任何本土确诊病例和本土无症状感染者。[55][56][57][58][59][60][61][62][63][64][65][66][67][68][69][70][71][72][73][74][75][76]

### 各关联病例情况简表
| #       | 性别 | 年齡 | 報告日期 | 其他資料 | 报告地 |
| ------- | ---- | ---- | -------- | --- | ------ |
| 1       | 男   |      | 2月5日   | 是本輪疫情的首位确诊病例 | 百色市 |
| 2       |      |      | 2月5日   | 是本輪疫情的首位确诊病例的密切接觸者 | 百色市 |
| 3-6     |      |      | 2月5日   | | 百色市 |
| 7-43    |      |      | 2月6日   | | 百色市 |
| 44      |      |      | 2月6日   | 2月12日由无症状感染者转为确诊病例 | 南宁市 |
| 45      | 男   | 31岁 | 2月6日   | 2月5日从广西百色乘坐D3792返穗，转乘地铁回到番禺大石家中，随后乘网约车前往番禺区第二人民医院检测核酸。2月6日，反馈新冠病毒核酸初筛阳性，疾控部门复核阳性，即闭环转运至广州医科大学附属市八医院隔离医学观察，经进一步检查和专家会诊，诊断为新冠肺炎确诊病例。 | 广州市 |
| 46-109  |      |      | 2月7日   | | 百色市 |
| 110-181 |      |      | 2月8日   | | 百色市 |
| 182-188 |      |      | 2月9日   | | 百色市 |
| 189-221 |      |      | 2月10日  | | 百色市 |
| 222-251 |      |      | 2月11日  | | 百色市 |
| 252-263 |      |      | 2月12日  | | 百色市 |
| 264-269 |      |      | 2月13日  | | 百色市 |
| 270     |      |      | 2月14日  | | 百色市 |
| 271-272 |      |      | 2月15日  | | 百色市 |
| 273     |      |      | 2月16日  | | 百色市 |

## 其他与本次疫情相关联的城市

### 广西壮族自治区

#### 南宁市
- 针对城区发现一例新冠阳性感染者的情况，2月6日上午，南宁市江南区召开疫情防控工作专题会议，对城区疫情防控各项工作进行再动员、再部署。[79]
- 2月7日，南宁市卫生健康委员会发布通报，2月6日0时至24时，南宁市新增1例本土无症状感染者。[16][80]随后，南宁市江南区公布了这名无症状感染者的活动轨迹，由此得知他是从百色市德保县都安乡伏计村陇意屯（当时为有阳性个案的区域，但未升至高风险地区）来到南宁的。[81]
- 2月13日11点11分，南宁市卫生健康委员会发布通报，2月12日0时至24时，南宁市新增1例本土确诊病例，为2月6日报告的无症状感染者转确诊。[44][77]
- 自2月20日9时起，南宁市江南区解除对五一西路36号广西第四地质队沙井基地、五一西路6号翠湖医院、五一西路6号粉之都（047号翠湖店）的封控措施。[82]

### 广东省

#### 广州市
- 2月6日早，广州市番禺区第二人民医院发布通告，根据番禺区的疫情防控要求，该院24小时核酸检测点暂停服务[83]，随后于2022年2月7日8:00起恢复正常服务[84]。
- 2月6日上午，广州市番禺区一名从省外返回的人员许某核酸检测阳性。[85]随后，番禺区启动应急响应，第一时间采取相关管控措施，迅速开展流行病学调查、核酸检测等，对阳性病例所涉重点场所已进行管控。[85]番禺区将105国道以东、三枝香水道以南、沙溪大桥—迎宾路—番禺大道以西、南大路以北划定为管理区。管理区内实行“强化社会面管控、严格限制人员聚集、非必要不离开”措施。[86]
- 2月6日21点12分，广州市番禺区新型冠状病毒肺炎疫情防控指挥部发出其第17号通告，将大石街大涌路174-5号、174-6号、174-7号、174-8号划定为封控区，封控区实行“区域封闭、足不出户、服务上门”措施；将红领巾路以东北、大涌路以南、新光快速路以西所包围区域划定为管控区，管控区实行“人不出区、严禁聚集”措施；将105国道以东、三枝香水道以南、沙溪大桥—迎宾路—番禺大道以西、南大路以北划定为防范区；防范区实行“强化社会面管控、严格限制人员聚集、非必要不离开”措施。[78][87]与此同时，广州地铁三号线大石站暂停对外运营服务[84][87][88][89]，公共汽车番13、番17、288、288A等45条线路在管控区域内采取临时飞站措施，涉及站点调整57个（其中中途站点27对，单向站点1个，公交总站2个）[84]。
- 2月7日11点15分，广州市卫生健康委员会发布通报，2月6日0时至24时，广州市新增1例本土确诊病例[16][90][78]。这位确诊病例为许某[85]，男，31岁，中国籍，居住广州市番禺区大石街道大山村大涌路174号。2月5日从广西百色乘坐D3792返穗，转乘地铁回到番禺大石家中，随后乘网约车前往番禺区第二人民医院检测核酸。次日，反馈新冠病毒核酸初筛阳性，疾控部门复核阳性，即闭环转运至广州医科大学附属市八医院隔离医学观察，经进一步检查和专家会诊，诊断为新冠肺炎确诊病例。[78]
- 截至2月7日16时，番禺区内封控区、管控区和防范区人员核酸检测结果均为阴性。许某住所及其所到重点场所外环境检测结果均为阴性。[91]
- 此外，广州市交通运输部门决定从2月6日起暂停往来广州至广西百色公路客运班线。广州疾控中心同时发布紧急提醒，要求1月27日以来有百色市旅居史的人员暂缓来穗，已来穗人员自行居家隔离并向社区报备[92]。
- 2月10日，广州市交通运输部门发布消息，根据广州市番禺区最新疫情防控情况，市交通运输部门决定从当日9时40分起，恢复番禺防范区域内地铁大石站和相关公交线路站点的正常运营。[93]
- 2月20日12时起，番禺区大石街封控区、管控区、防范区有序解除管理[94]。

## 反应与影响

### 百色市

#### 中高风险地区划定情况
- 根据国务院联防联控机制有关规定，结合德保县疫情防控形势，经综合研判，德保县新冠肺炎疫情防控指挥部决定，自2022年2月6日起，将德保县都安乡福计村陇意屯调整为高风险地区，对该地区人员进行隔离，禁止人员流动；将维也纳国际酒店（德保腾飞广场店）调整为中风险地区，实行封闭管理，限制该地区人员流动，最大限度严防疫情风险传播。德保县其他区域风险等级不变。[95]
- 2月15日，靖西市新冠肺炎疫情防控指挥部决定，自2月14日起，将靖西市武平镇大道街大定屯、弄贴村新村屯调整为中风险地区，实行封闭管理，限制该地区人员流动，最大限度严防疫情风险传播，靖西市其他区域风险等级不变。[96]
- 2月16日，广西百色市德保县新冠肺炎疫情防控工作领导小组指挥部发布通告，自2月14日24:00（2月15日）起，将德保县都安乡福记村山金屯、都安乡坡那村多麦屯、城关镇隆盛社区盛象名都小区、城关镇隆盛社区东蒙荣盛二巷25号、莲城社区德立山庄、东凌镇登限村念洞屯、敬德镇陇正村多果屯调整为中风险地区。其他地区原风险等级不变。[97]
- 自2月23日0时起，百色市将德保县都安乡福记村陇意屯由高风险地区调整为低风险地区，并将德保县维也纳国际酒店（德保腾飞广场店）、都安乡坡那村多麦屯、城关镇莲城社区德立山庄、敬德镇陇正村多果屯4个中风险地区调整为低风险地区。[98]
- 自2月24日0时起，百色市将靖西市武平镇大道街大定屯、弄帖村新村屯2个中风险地区由中风险地区调整为低风险地区。[99]
- 根据国务院客户端小程序消息，截至2月25日14时，百色市德保县城关镇隆盛社区盛象名都小区调整为低风险地区。[100]
- 自2月25日16时起，百色市将德保县都安乡福记村山金屯、城关镇隆盛社区东蒙荣盛二巷25号2个中风险地区调整为低风险地区。[101]
- 自2月27日0时起，百色市将德保县东凌镇登限村念洞屯1个中风险地区调整为低风险地区[102]，自此，百色本轮疫情正式宣告结束。

##### 相关图表
| 区     | 屯/小区/酒店                     | 调整日期                                      |
| ------ | -------------------------------- | --------------------------------------------- |
| 德保县 | 都安乡福计村陇意屯               | 低风险→高风险：2月6日 高风险→低风险：2月23日  |
| 德保县 | 维也纳国际酒店（德保腾飞广场店） | 低风险→中风险：2月6日 中风险→低风险：2月23日  |
| 德保县 | 都安乡福记村山金屯               | 低风险→中风险：2月15日 中风险→低风险：2月25日 |
| 德保县 | 都安乡坡那村多麦屯               | 低风险→中风险：2月15日 中风险→低风险：2月23日 |
| 德保县 | 城关镇隆盛社区盛象名都小区       | 低风险→中风险：2月15日 中风险→低风险：2月25日 |
| 德保县 | 城关镇隆盛社区东蒙荣盛二巷25号   | 低风险→中风险：2月15日 中风险→低风险：2月25日 |
| 德保县 | 莲城社区德立山庄                 | 低风险→中风险：2月15日 中风险→低风险：2月23日 |
| 德保县 | 东凌镇登限村念洞屯               | 低风险→中风险：2月15日 中风险→低风险：2月27日 |
| 德保县 | 敬德镇陇正村多果屯               | 低风险→中风险：2月15日 中风险→低风险：2月23日 |
| 靖西市 | 武平镇大道街大定屯               | 低风险→中风险：2月14日 中风险→低风险：2月24日 |
| 靖西市 | 武平镇弄贴村新村屯               | 低风险→中风险：2月14日 中风险→低风险：2月24日 |

#### 封控区、管控区和防范区划定情况
- 截至2月6日，德保县已划定封控区3个、管控区3个，全域为防范区。右江区划定封控区2个、管控区10个、全域为防范区。田阳区划定封控区1个、管控区2个，全域为防范区。靖西市划定封控区11个、管控区4个，全域为防范区。隆林县划定封控区2个、管控区1个、防范区6个。对封控区实施封闭隔离、足不出户、服务上门；管控区实行人不出区，严禁聚集等防控措施；防范区实行强化社会面管控，落实落细网格化管理机制，充分发挥最小网格单元作用，及时排查掌握密接、次密接人群以及风险地区返乡人员。[13]
- 自2月9日起，百色市将德保县都安乡全域调整为封控区。[103]
- 自2月23日0时起，百色市将德保县芳山苑小区1栋2单元、城关镇隆盛社区荣盛街二巷、华银三区D2栋5单元、新隆路桂花山庄A栋、潜龙小区3栋1单元、敬德镇陇正村多果屯6个封控区解除封控管理，并将德保县城关镇芳山苑小区、城关镇潜龙小区、南隆社区西一至西三街、城关镇德立山庄、城关镇桂花山庄、城关镇华银三期（御龙湾）D1至D3栋、敬德镇陇正村、隆盛社区东蒙路农村信用社旁天天快递对面8个管控区解除管控管理。[98]
- 自2月24日0时起，解除靖西市新靖镇金山社区山水国际小区2栋A单元、山水国际小区9栋、环河村合龙屯第1小组病例房屋周边七户，武平镇弄帖村百弄屯、大满屯、新村屯，大道街大定屯、小定屯，马亮村坡那屯、立录村弄考外屯、安本村果乐外屯、凌爱村铝工业园区公租房1栋等11个封控区的封控管理，解除新靖镇金山社区山水国际小区2栋、9栋，环河村合龙屯1组，武平镇弄帖村大满屯、新村屯、百弄屯、弄通屯、弄帖屯，大道街大定屯、小定屯、渠雷屯，马亮村坡那屯、马亮屯，立录村弄考外、弄考内、那排屯，安本村果乐外屯、内屯，凌爱村靖西铝工业园区公租房小区等8个管控区的管控管理。自此，靖西市进入常态化疫情防控阶段。[99]
- 自2月25日16时起，百色市将德保县都安乡福记村山金屯、都安乡坡那村多麦屯2个封控区解除封控管理，东凌镇登限村、城关镇隆盛社区荣盛街一至三巷、实验小学对面华英书店小巷大拇指幼儿园后门出租屋、隆盛社区桃源路何氏婴童百货4个管控区解除管控管理，都安乡福记村足敏屯、巴荷村巴荷屯、都安村头排屯、都安村街上、都安村晚江屯、都安村足邦屯、都安村窑庄屯、凌雷村坡哉屯8个封控区调整为管控区管理，都安乡福记村、巴荷村、都安村、凌雷村、坡那村5个管控区调整为防范区管理，德保县城区除封控区、管控区外其他区域、城关镇西读村、城关镇百登村、燕峒乡美圩村、都安乡农棋村、都安乡三合村、都安乡多益村、都安乡陇干村、都安乡凌圩村9个防范区解除防范管理，转入常态化疫情防控措施管理。[101]
- 自2月26日0时起，都安乡福记村足敏屯、巴荷村巴荷屯、都安村头排屯、都安村街上、都安村晚江屯、都安村足邦屯、都安村窑庄屯、凌雷村坡哉屯8个管控区解除管控管理。都安乡福记村、巴荷村、都安村、凌雷村、坡那村5个防范区解除防范管理，转入常态化疫情防控措施管理[104]。
- 自2月27日0时起，百色市将德保县都安乡福记村陇意屯、东凌镇登限村念洞屯2个封控区解除封控管理[102]。

#### 核酸检测
- 截至2月6日12时，百色市各相关县（市、区）第一轮核酸检测累计完成采样207506人，检测结果呈阴性的207321人，初筛阳性98人、待复核87人[105]。
- 2月6日，德保县对城关镇、都安乡常住人口、外来人员就地开展全员核酸检测。[106]
- 2月6-7日，右江区分区域开展了第一次大规模核酸检测工作，累计采集核酸样本410955人份，检测结果均为阴性。[107]
- 2月8日，德保县对全县常住人口、外来人员就地开展全员核酸检测。[108]
- 2月8日，右江区在全区设置的74个检测点，实施第二次大规模核酸检测。[109]
- 2月11日，百色全市12個縣、市、區統一開展24小時全員核酸檢測[110]。

#### 日常生活
- 2月5日，德保县发布通告，称德保县外出深圳务工返乡人员较多，疫情防控形势面临较大压力，决定暂停县人民医院、中医医院的接诊服务，关闭所有出德通道[111]。田阳区宣布对广西百矿铝业有限公司实行封控管理，将百色新山铝产业示范园、田阳区头塘镇新山村划定为管控区，田阳区其余地区为防范区。区内民众非必要不离开田阳，确需离开田阳的，须持有48小时内核酸检测阴性证明[112]。德保县辖区内各文化娱乐场所（电影院、网吧、歌舞娱乐场所、KTV、酒吧、台球室、棋牌室、游戏游艺室等）一律暂停营业；那坡县所有娱乐场所一律暂时关停，各乡（镇）、村屯（社区）内原则上停止一切聚集活动，各餐饮场所禁止堂食[113]。
- 2月6日百色市新冠肺炎疫情防控新闻发布会上通报，涉疫县（市、区）内的重点文化娱乐场所暂停营业，餐饮服务场所暂停提供现场就餐，商场、超市等人员密集场所严格落实“三码查验”[114]。当日起，百色实施全市范围的交通管制，原则上车辆和人员不进不出，市内各县（市、区）之间、各县（市、区）内各乡（镇）之间不进不出，各县（市、区）、各乡（镇）内部严格执行人员管控，非必要不流动[115]。
- 2月7日起，百色采取全市全员居家隔离管控措施，期间学校和各类培训机构全部停课、公共交通停运。除保供应的超市、农贸市场、医院、药店外，其他经营场所一律停业，市民除购买必需生活物资以及进行核酸检测外，非必要不出门。餐饮行业尽量提供外卖配送服务。保障城市运行人员持特定通行证在全市通行[116]。
- 2月7日起，百色市内的特殊车辆、人员申请办理通行证后可在全市范围内通行。[117]
- 2月7日起，百色市人民医院只对住院患者、住院患者陪护人员、发热门诊病人、全院职工进行核酸检测。[118]
- 2月7日至13日，百色市田阳区政务服务中心暂停服务7天。[119]
- 2月8日，田阳区、隆林各族自治县、德保县、靖西市和那坡县全域路口交通信号灯调为红灯，除保障防疫、医疗服务、城市运行、值班执勤、保供人员、外卖配送员、志愿者等人员可正常通行外，其余车辆禁止通行。不遵守通告要求不居家隔离，自驾车辆出行的一律视为闯红灯[120]。截至2月11日，百色各县级行政区交警部门共依法查扣违反规定的电动车、摩托车和小汽车共478辆，暂扣其他交通违法人员的证照13本[121]。
- 2月9日，德保县境内居住的所有居民健康码由绿码转为黄码。健康码转成黄码后，须参加2月9日、11日、13日三轮核酸检测，结果均为阴性才能转回绿码[122]。
- 2月15日起，百色市解除“不进不出”管控措施，高铁、高速、航空恢复正常通行，公路、水路客运恢复正常运营。德保县、靖西市继续执行现有管控措施，解除管控的具体时间根据中高风险区解除而定。本轮未出现阳性感染者，全域管控满7天且3次区域核酸筛查没有阳性感染者的田东县、那坡县、凌云县、乐业县、田林县、西林县等6个县，全域解除管控，转为常态化防控；本轮出现阳性感染者，全域管控满7天且3次大规模核酸筛查没有阳性感染者的右江区、田阳区、隆林各族自治县、平果市等4个县(市、区)，除封控区、管控区、防范区外，其它区域可解除管控，转为常态化防控[123]。
- 2月19日，广西壮族自治区人民政府办公厅发布《支持百色市复工复产稳增长的若干政策措施》，明确支持复工复产，加大财税和金融支持力度[124]。
- 2月27日0时起，德保县解除全域管控，转为常态化疫情防控[125][126]。

#### 司法工作
- 2月7日起，百色市右江区人民法院诉讼服务中心、信访接待区域以及审判区域暂时关闭，已经排期（含公告）的开庭、调查、调解、质证等诉讼活动和来访接待等诉讼服务一律暂停。[127]

#### 处置违法犯罪
- 2月12日，百色市召开发布会通报，当地警方抓获冲闯疫情防控关卡人员8人，行政拘留6人，警告2人[121]。
- 3月19日，百色市德保县公安局对涉嫌妨害传染病防治罪的犯罪嫌疑人许某某依法采取刑事强制措施。许某某是百色本轮疫情首例确诊病例，其1月27日返桂后，多次参加聚集性活动导致疫情快速扩散[128]。

### 澳門特別行政區
2月6日，應變協調中心宣佈由當天下午5時起，所有曾到過廣西壯族自治區百色市德保縣（曾於1月27日或之後到過）的人士須按照衛生當局的要求在指定地點接受醫學觀察至離開當地後14天但最短不少於7天。另外，由當天下午5時起所有曾於1月27日或之後到過廣西壯族自治區百色市其他區域的入境人士和已入境人士，應留意自身健康狀况，期間健康碼不變黃色，但應主動按第1、4、7天的時序接受核酸檢測。 同日晚上，因應廣西百色市出現聚集性疫情和發現多宗陽性個案，應變恊調中心宣佈自當天晚上9時起曾到所有曾經到過廣西壯族自治區百色市全域的入境及已入境人士，須按照衛生當局的要求在指定地點接受醫學觀察至離開當地後14天但最短不少於7天。 同日夜間，應變協調中心宣佈因應廣州出現一宗由百色市返回廣州後確診個案，當局宣佈自2022年2月7日凌晨1時起，所有在2月5日或之後離開以下地點不足14天的入境人士和已入境人士，應留意自身健康狀况，期間健康碼不變黃色，但應主動按第1、4、7天的時序接受核酸檢測：廣東省廣州市番禺區疫情管理區 （105國道以東、三枝香水道以南、沙溪大橋—迎賓路—番禺大道以西、南大路以北）。

## 争议
- 2月7日，多张“广西百色德保毒王许某某从深圳回德保偷情引发新冠疫情”的微信聊天记录在社交平台上引发热议。有网友对许某某进行攻击，称其“德保毒王”等等，这些言论造成了很大的负面影响。经排查，网传消息不属实，许某某系回村吃饭时造成多人传染。[132]另外在网络上亦出现了“确诊病例许某某的轿车被烧”的视频。百色网警辟谣称，该视频内容为某辆轿车在公路上发生自燃，与网传消息不符，警方已经介入调查[133]。